# The Beatles Collection
The Beatles Collection (с англ. — «Коллекция The Beatles») — бокс-сет (англ. box set) альбомов группы The Beatles, изданных на виниловых пластинках (англ. vinyl albums), выпущенный в США в ноябре 1978 года и в Великобритании в декабре 1978 года, содержащий все официально выпущенные альбомы The Beatles в стереозаписи, а также новый сборник, названный Rarities («Редкости»). Американская версия бокс-сета, изданная Capitol Records, содержала 12 аналогичных британскому изданию альбомов, но отличающуюся от британской версию Rarities. Отличие состояло в том, что оно включало англоязычные версии песен «She Loves You» и «I Want to Hold Your Hand», а на британском сборнике были немецкоязычные версии этих песен. Американское издание бокс-сета было издано ограниченным тиражом в 3 тысячи пронумерованных копий. Ограниченность доступности американского издания привела к тому, что британское издание стало популярнее американского, вплоть до того, что импортировалось в США.

## Обокс-сете
В набор записей на включенных в бокс-сет дисках не вошли записи The Beatles, включенные в альбом Magical Mystery Tour. Этот альбом вышел в США в 1967, но он не включен в официальный каталог альбомов группы, потому что он не издавался в Великобритании вплоть до 1976 года. В коллекцию также ошибочно не были включены неальбомные синглы, которые уже до того были изданы на двойных альбомах-сборниках — 1962-1966 и 1967-1970.
Коллекция включает в себя как сами диски вместе с их конвертами, так и прилагавшиеся к каждому индивидуально издававшемуся альбому вложения, включая набор аппликаций, прилагавшийся к альбому Sgt. Pepper’s Lonely Hearts Club Band, а также фотографии и постер, прилагавшиеся к альбому The Beatles.
Аудиофильская компания (Audiophile company) en:Mobile Fidelity Sound Lab выпустила в 1981 году схожий бокс-сет, названный The Beatles: The Collection (рус. The Beatles: Коллекция), состоящий из 12 британских версий альбомов (в этот бокс-сет не был включен сборник Rarities, но зато был включен альбом Magical Mystery Tour), отпечатанных с оригинальных мастер-лент со студии Abbey Road (кроме MMT), используя технологию, названную «Half Speed Mastering» (рус. мастеринг на замедленной вдвое скорости); пластинки были отпечатаны на японском «virgin» (рус. девственном) виниле. Бокс-сет был высоко оценен за высокий уровень чёткости звука, было издано только около 25 тысяч копий. В этой коллекции на обложке каждого диска вместо оригинального оформления была фотография катушки со студийной мастер-лентой и звукорежиссёрской таблицей на листе бумаги. Все оригинальные обложки альбомов были собраны вместе в буклет.

## Список альбомов
| Альбом                                | Лейбл, номер по каталогу                                             | Дата выпуска     | Высшая позиция в чартах |
| ------------------------------------- | -------------------------------------------------------------------- | ---------------- | ----------------------- |
| Please Please Me                      | Parlophone Records PCS 3042                                          | 22 марта 1963    | 1                       |
| With the Beatles                      | Parlophone Records PCS 3045                                          | 22 ноября 1963   | 1                       |
| A Hard Day’s Night                    | Parlophone Records PCS 3058                                          | 10 июля 1964     | 1                       |
| Beatles for Sale                      | Parlophone Records PCS 3062                                          | 4 декабря 1964   | 1                       |
| Help!                                 | Parlophone Records PCS 3071                                          | 6 августа 1965   | 1                       |
| Rubber Soul                           | Parlophone Records PCS 3075                                          | 3 декабря 1965   | 1                       |
| Revolver                              | Parlophone Records PCS 7009                                          | 5 августа 1966   | 1                       |
| Sgt. Pepper's Lonely Hearts Club Band | Parlophone Records PCS 7027                                          | 1 июня 1967      | 1                       |
| The Beatles (The White Album)         | Apple Records PCS 7067/8                                             | 22 ноября 1968   | 1                       |
| Yellow Submarine                      | Apple Records PCS 7070                                               | 17 января 1969   | 3                       |
| Abbey Road                            | Apple Records PCS 7088                                               | 26 сентября 1969 | 1                       |
| Let It Be                             | Apple Records PCS 7096                                               | 8 мая 1970       | 1                       |
| Rarities                              | Parlophone Records PSLP 261 (Великобритания) Capitol SPRO-8969 (США) | 2 декабря 1978   | 71                      |